# Oas (Albay)
Pour les articles homonymes, voir Oas.
Oas est une municipalité de la province d'Albay, aux Philippines.
Sa population est de 64 785 habitants au recensement de 2010 sur une superficie de 264 km2, subdivisée en 53 barangays.